# Scamander Vallis
Scamander Vallis é um antigo vale fluvial no quadrângulo de Amenthes em Marte, localizado a 16° latitude norte e 331.5° longitude oeste.  Sua extensão é de 204 km e recebeu um antigo nome de um rio em Tróia (atual Turquia).